# Diversidad sexual en Guernsey
Los derechos de lesbianas, gays, bisexuales y transexuales (LGBT) en Guernsey, una dependencia de la Corona británica, han mejorado significativamente en las últimas décadas. La actividad sexual entre personas del mismo sexo, tanto para hombres como para mujeres, es legal en Guernsey. El matrimonio entre personas del mismo sexo es legal desde el 2 de mayo de 2017 en Guernsey y desde el 14 de junio de 2018 en su dependencia, Alderney. La legislación que aprueba la legalización del matrimonio entre personas del mismo sexo en su otra dependencia, Sark, recibió la sanción real el 11 de marzo de 2020. Guernsey es la única parte de las islas británicas que nunca ha promulgado una legislación sobre uniones civiles, aunque las uniones civiles realizadas en el Reino Unido fueron reconocidas a efectos de sucesión. Desde abril de 2017, las parejas del mismo sexo pueden adoptar en todo el bailiazgo. La discriminación basada en la orientación sexual y la identidad de género está prohibida desde 2004. Las personas transgénero pueden cambiar de género legalmente desde 2007.

## Ley sobre las relaciones sexuales entre personas del mismo sexo
Antes de 1983, las relaciones sexuales entre personas del mismo sexo eran ilegales; tras la despenalización, la edad de consentimiento se fijó en 21 años (en línea con el Reino Unido en ese momento). En 2000, la edad de consentimiento para los actos sexuales entre hombres del mismo sexo se redujo a 18 años. En 2010, los Estados de Guernsey respaldaron, en principio, una propuesta para igualar la edad de consentimiento en 16 años. La legislación a tal efecto se aprobó en 2011 y entró en vigor el 5 de noviembre de 2012. Sin embargo, Guernsey mantiene algunos delitos específicos contra los homosexuales masculinos en su legislación penal, incluida la prohibición de los actos sexuales homosexuales que no se realicen en privado.

## Reconocimiento de las relaciones entre personas del mismo sexo
Guernsey reconoce las uniones civiles celebradas en el Reino Unido y otras relaciones consideradas como tales por la legislación del Reino Unido a efectos sucesorios en materia de herencias y otros asuntos relacionados con los derechos de propiedad desde el 2 de abril de 2012. Una propuesta para abolir los matrimonios sancionados por el Estado en favor de una Unión Civil (tanto para parejas del mismo sexo como del sexo opuesto) fue rechazada por los Estados en favor de una ley de matrimonio entre personas del mismo sexo en diciembre de 2015.
En diciembre de 2015, los Estados de Guernsey aprobaron una moción para legalizar el matrimonio entre personas del mismo sexo por una votación de 37 contra 7. Un proyecto de ley para legalizar el matrimonio entre personas del mismo sexo fue redactado y aprobado formalmente por los Estados el 21 de septiembre de 2016. Recibió la sanción real más tarde ese año y entró en vigor el 2 de mayo de 2017.
La ley no se aplicó a Alderney y Sark. Alderney anteriormente reconocía los matrimonios entre personas del mismo sexo realizados en el extranjero para ciertos fines (es decir, herencia). El 18 de octubre de 2017, los estados de Alderney votaron 9-0 a favor del matrimonio entre personas del mismo sexo. La ley recibió la sanción real el 13 de diciembre de 2017 y entró en vigor el 14 de junio de 2018.
En diciembre de 2019, el Comité de Apelaciones de Sark aprobó un proyecto de ley que legaliza el matrimonio entre personas del mismo sexo. La sanción real se otorgó en marzo de 2020 y la ley entró en vigor el 23 de abril de 2020.

### Matrimonios entre personas del mismo sexo por motivos religiosos
En enero de 2022, la iglesia metodista de Sark permitió el reconocimiento y la práctica del matrimonio entre personas del mismo sexo con efecto inmediato mediante una moción aprobada en una conferencia anual. Tanto la iglesia anglicana como la iglesia católica tienen prohibido legalmente el matrimonio entre personas del mismo sexo en la legislación de Sark y en el derecho canónico.

## Protecciones contra la discriminación
En 2004 se aprobó una ley que permitiría a los estados de Guernsey aprobar ordenanzas sobre el tema de la discriminación, incluida la orientación sexual y la identidad de género. En 2005 se utilizó para prohibir la discriminación basada en la identidad de género, como parte de la Ordenanza sobre discriminación sexual (empleo) (Guernsey) de 2005.
Las protecciones contra la discriminación que cubren la orientación sexual y la identidad de género existen en los procedimientos de bienestar infantil en Guernsey y Alderney desde 2008 y en Sark desde 2016.
En septiembre de 2022, el órgano legislativo de Guernsey aprobó un extenso proyecto de ley contra la discriminación, que se votó por unanimidad (33-0) para incluir explícitamente la orientación sexual. Se rechazaron todas las enmiendas con respecto a las exenciones para las pequeñas empresas con 5 empleados o menos y las afiliaciones religiosas. La legislación entró en vigor formalmente el 1 de octubre de 2023.

## Adopción y crianza
Las parejas de lesbianas pueden acceder a la fecundación in vitro (FIV) y la inseminación artificial desde 2009.
En mayo de 2015, el ministro principal de Guernsey anunció que se había programado para el 24 de junio de 2015 una revisión de la Ley de Adopción (Guernsey) de 1960, que prohibía a las parejas no casadas adoptar conjuntamente. El ministro principal esperaba ampliar los derechos de adopción plenos a las parejas en uniones civiles en el extranjero y a las parejas no casadas que han vivido juntas durante algún tiempo. El 24 de junio de 2015, los estados de Guernsey acordaron por una votación de 38 a 2 introducir cambios en su ley de adopción.
Desde abril de 2017, las parejas del mismo sexo pueden adoptar conjuntamente en Guernsey. La Ley de Gestión de la Población (Guernsey) de 2016, que entró en vigor el 3 de abril, contiene disposiciones que permiten a las parejas del mismo sexo que estén casadas, en unión civil o en una "relación subsistente similar al matrimonio o la unión civil" adoptar. La ley solo se aplica a la isla de Guernsey. Sin embargo, las solicitudes de adopción de Alderney y Sark se tramitan en los tribunales de Guernsey, por lo que la adopción por parte de personas del mismo sexo es legal en todo el bailiazgo.

## Identidad y expresión de género
Desde 2007, las personas transgénero pueden cambiar legalmente su género en sus certificados de nacimiento. Sin embargo, la ley de Guernsey solo permite la emisión de un nuevo certificado de nacimiento, no modifica ni elimina registros de los certificados de nacimiento existentes.

## Donación de sangre
Desde 2011, a los hombres homosexuales y bisexuales se les permite donar sangre, siempre que no hayan tenido relaciones sexuales en un año.
En junio de 2021, se propone que las Islas del Canal implementen el "modelo del Reino Unido sobre evaluaciones basadas en el riesgo" de la donación de sangre. Aún no está claro cuándo entrará en vigor esta política.

## Organizaciones LGBT locales
Liberate es la única organización en las Islas del Canal que representa a la comunidad LGBT local. Se creó en febrero de 2014 con el objetivo de "incluir, informar y apoyar a la comunidad LGBTQ local", así como de reformar las leyes discriminatorias en el bailiazgo.